# Monique Kengné
Monique Kengné, född 14 april 1965, är en friidrottare från Kamerun. Hon deltog vid olympiska sommarspelen 1992.